# Pierre-Yves Gomez
 (mars 2018).
Pour les articles homonymes, voir Gomez.
Pierre-Yves Gomez, né le 15 mars 1960, est économiste, docteur en gestion et professeur émérite à EMLYON Business School où il a fait toute sa carrière. Il est spécialiste des questions de stratégie et gouvernance d'entreprise. Entre 1998 et 2000, il a été professeur invité puis chercheur associé à la London Business School. Il a fondé en 2003 et dirigé jusqu'en 2023 l'Institut français de gouvernement des entreprises (IFGE), centre de recherche et laboratoire social sur la gouvernance d'entreprise et la place de l'entreprise dans la société. Intervenant dans le débat public et dans les médias, il tient depuis 2008 une chronique mensuelle dans le supplément économique du journal Le Monde. Il a été élu président de la Société française de management en janvier 2011.
Les travaux de Pierre-Yves Gomez portent principalement sur la théorie des croyances en économie (théorie des conventions), le gouvernement des entreprises, et les liens entre travail, la gouvernance et l’économie politique. Il offre ainsi une lecture du capitalisme contemporain et propose une vision fondée sur l'Écologie humaine.

## Travaux

### Théorie des conventions
Dès son premier ouvrage, Qualité et Théorie des conventions, issu de sa thèse de doctorat, Gomez montre comment les comportements économiques sont définis par des croyances sous-jacentes partagées par les acteurs, des conventions et des consensus implicites. Renversant la perspective libérale dominante qui fait abstraction des croyances des individus pour expliquer leurs comportements, la théorie des conventions met au jour convictions partagées sur la manière de rationaliser les comportements individuels et collectifs. La plupart de ses  travaux (L’Entreprise dans la démocratie. Une théorie politique du gouvernement des entreprises, L'esprit malin du capitalisme) sont inspirés de cette représentation du corps social : au-delà des contrats et des institutions, il y a des croyances qui déterminent aussi les comportements conformes et qui obéissent à ce que l’auteur appelle une « grammaire » des représentations,. Dans cette veine, il a été à l'origine du Groupe de recherche anthropologie chrétienne et entreprise (GRACE), programme interdisciplinaire et inter-universitaire non confessionnel et alternatif destiné à développer des analyses de l’entreprise en se fondant, non pas sur le soubassement libéral dominant (l’homo œconomicus), mais sur les représentations de l’homme portée par la doctrine sociale chrétienne.
Dans un recueil des principaux articles, Gomez présente ses contributions à la théorie des conventions en sciences de gestion et à ses implications épistémologiques et méthodologiques. Il propose ainsi d’« expliquer les théories managériales et les pratiques économiques de manière réaliste », c’est-à-dire en montrant qu’elles se traduisent dans les dispositifs matériels des entreprises.

### Gouvernement des entreprises
Dans L’Entreprise dans la démocratie. Une théorie politique du gouvernement des entreprises (co-écrit avec Harry Korine et d’abord publié en anglais sous le titre Entrepreneurs and Democracy) Gomez analyse les fondements de légitimité de l'entreprise dans la société libérale, ainsi que les formes politiques de répartition du pouvoir dans l'entreprise. Il met en particulier en évidence les soubassements conceptuels de la gouvernance actionnariale, à travers les hypothèses théoriques du contractualisme libéral (théorie économique des droits de propriété, théorie des coûts de transaction et théorie de l'agence). Pour lui, ce modèle de gouvernance est « fondamentalement inapproprié (…) à l’environnement économique des années 1980-2008, caractérisé par la massification de l'actionnariat, par la dilution du capital dans le public et par l’émergence d’une industrie de la finance » et « a servi de paravent idéologique à la recomposition du pouvoir dans les entreprises, dont certains dirigeants et investisseurs ont été les principaux bénéficiaires ». Il analyse aussi le rôle de la démocratie en tant que « technique de gouvernance » et comme dimension de « l’infrastructure idéologique et politique du libéralisme » qui se déploie à travers les entreprises. L'ouvrage montre comment, derrière les métamorphoses des formes concrètes de gouvernement d'entreprise, le projet politique libéral continue en fait de s'approfondir.
Dans le cadre de son engagement dans le débat public et auprès du monde des affaires, il a rédigé le Référentiel pour une gouvernance raisonnable des entreprises françaises qui établit une classification des entreprises selon leurs formes politiques. Ce référentiel a servi de base à l’élaboration du code MiddleNext des entreprises moyennes cotées. Il en a tiré une synthèse, La Gouvernance d'entreprise, coll. « Que sais-je ? », Presses universitaires de France).

### Travail
Depuis les années 2010, Gomez a étendu la question de la gouvernance des entreprises à celle du travail. La gouvernance ne peut se comprendre comme un simple système d’institutions et de pouvoir. La manière de travailler définit puissamment le gouvernement des humains, dans l’entreprise et au-delà. Ainsi, la financiarisation, la course à l’innovation et l’esprit de rente ont fait du travail une marchandise abstraite et invisible,,. Puisant, selon sa méthode, dans la philosophie politique (notamment auprès de Simone Weil, Hannah Arendt ou encore Pierre-Joseph Proudhon) pour éclairer les pratiques les plus concrètes, ses récents travaux (Le Travail invisible, Intelligence du travail, Penser le travail avec Karl Marx, L'Esprit malin du capitalisme) mettent en valeur, d'une part, la dimension anthropologique fondamentale du travail, sans laquelle le « vivre ensemble » ne pourra se faire autrement que par le désir de consommation et de rente et, d'autre part, les implications de notre manière de travailler sur ce vivre ensemble. Il affirme ainsi que « deux désirs de liberté inspirent deux citoyens : l’un est fier d’exhiber tout ce qu’il peut consommer ; l’autre trouve le respect de lui-même en se sentant utile. Ce sont deux façons de vivre ensemble en jouissant du bonheur d’exister ».
Pour Gomez, la ré-appropriation du travail par les citoyens « est décisive parce qu’elle définit les contraintes sociales et les structures économiques qui, si elles ne sont pas maîtrisées par ceux qui les créent du fait même de leur travail, deviennent des toiles d’araignées dans lesquelles s’engluent des citoyens-consommateurs faussement libres ».
Avec Penser le travail avec Karl Marx, Gomez présente de façon « subjective et condensée » l’approche de Marx et il invite à relire « un auteur génial, qui reste nécessaire mais qui n’est pas suffisant » (p. 20). Il lui oppose en conclusion une vision émancipatrice du travail qui soutient la dignité de la personne humaine.

### Capitalisme spéculatif
Dans L'Esprit malin du capitalisme, Pierre-Yves Gomez propose une lecture du capitalisme contemporain comme capitalisme spéculatif : fondé sur la croyance partagée dans des promesses de valorisation future des entreprises, des biens et des services, et même des personnes, ce capitalisme a transformé les individus en micro-capitalistes qui spéculent sur eux-mêmes comme capital humain. L'escalade spéculative généralisée contribue, à tous les niveaux, à la marchandisation de la société et à la fuite en avant dans la dette. Gomez lui oppose le retour à une phénoménologie de la vie quotidienne inaugurée par Michel de Certeau, une forme d'écologie radicale dans la lignée du courant pour une écologie humaine.

## Interventions dans le débat public
Chroniqueur au journal Le Monde depuis 2008, Pierre-Yves Gomez prend régulièrement position sur des enjeux liés à l'entreprise,, mais également dans des débats de société comme lors de la crise des Gilets jaunes ou le procès Barbarin.

## Ouvrages
- Qualité et théorie des conventions, Economica, 1991
- Le Gouvernement de l'entreprise. Modèles économiques de l'entreprise et pratiques de gestion, Inter Éditions, 1996
- La République des actionnaires, Syros, 2001
- (en) The Leap to Globalization: Creating New Value from Business Without Borders, avec Harry Korine, John Wiley & Sons, 2002
- Entrepreneurs and Democracy, avec Harry Korine, Cambridge University Press, 2008
- L’Entreprise dans la démocratie. Une théorie politique du gouvernement des entreprises, avec Harry Korine, De Boeck, 2009
- (en) Strong Managers, Strong Owners: Corporate Governance and Strategy, avec Harry Korine, Cambridge University Press, 2013
- Le Travail invisible. Enquête sur une disparition, François Bourin Éditeur, 2013
- La Liberté nous écoute, Quasar, 2013
- Intelligence du travail, Desclée de Brouwer, 2016
- Penser le travail avec Karl Marx, Nouvelle Cité, 2016
- La Gouvernance d'entreprise, Presses universitaires de France, coll. « Que sais-je ? », 2018
- L'Esprit malin du capitalisme, Desclée de Brouwer, 2019
- Le capitalisme, Presses universitaires de France, coll. « Que sais-je ? », 2022